# Petneháza
Petneháza es un pueblo ubicado en el distrito de Baktalórántháza, en el condado de Szabolcs-Szatmár-Bereg, Hungría.

## Superficie
Posee una superficie de 24,20 kilómetros cuadrados.

## Demografía
Hasta 2019 la población era de 1680 habitantes, con una densidad de población de 69,42 habitantes por kilómetro cuadrado.